# Strada statale 372 Telesina
La strada statale 372 Telesina (SS 372) è una strada statale italiana che ha inizio presso il casello di Caianello dell'autostrada A1 e termina a Benevento sul RA 9 all'intersezione con la SS 7 Via Appia.

## Descrizione
Questa arteria riveste sia importanza locale per il collegamento del capoluogo provinciale con la valle Telesina, quanto ancor di più importanza regionale e nazionale perché permette di raggiungere l'A1 (e quindi Roma) agevolmente dal beneventano. Permette inoltre un percorso alternativo tra la stessa A1 ed il casello di Benevento della A16 Napoli-Canosa ben più breve di quello interamente autostradale (via Caserta Sud - A 30 - Nola).
Per tutta l'estensione della strada vigono limiti di velocità molto restrittivi a causa delle cattive condizioni del manto stradale: 60 km/h in parte del tratto a carreggiata singola e in prossimità degli svincoli, 80 km/h nel tratto ammodernato a carreggiata singola e nel breve tratto a doppia carreggiata con corsia di emergenza.

## Storia
La strada fu inizialmente classificata, con decreto ministeriale del 1º febbraio 1962 (allora ministro Zaccagnini), con un'estesa chilometrica di 48,150 e i seguenti capisaldi di itinerario: Innesto S.S. n. 88 in località Olivola Pacca (presso Benevento) - Telese - Innesto S.S. n. 158 dir a Piedimonte d'Alife.
Sino alla recente riorganizzazione della viabilità gestita dall'ANAS intorno a Benevento, il tracciato terminava sulla strada statale 88 dei Due Principati in località Masseria De Cicco, nel comune di Benevento. A seguito del D.P.C.M. del 23 novembre 2004, la statale ha assimilato il tratto di SS 88 che la separava dal RA 9 e la tangenziale Nord Est di Benevento fino all'innesto con il RA 9 (impropriamente considerata parte integrante di quest'ultimo), raggiungendo la sua estensione attuale.

## Percorso

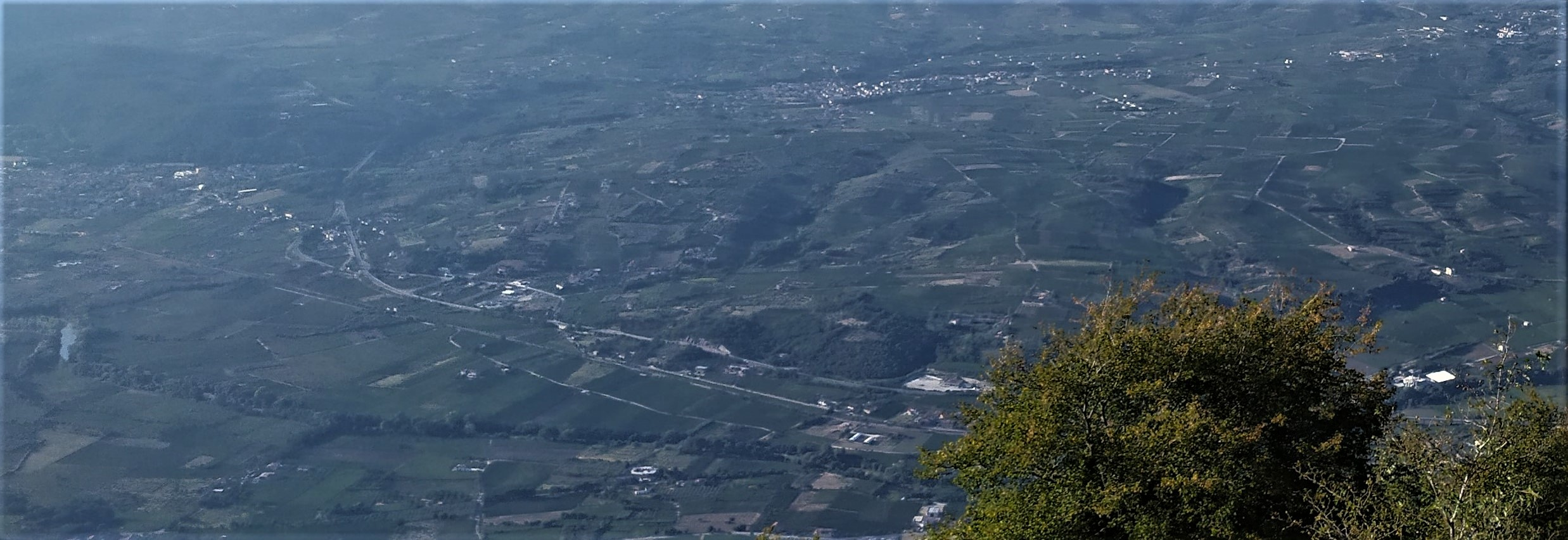
Il tracciato tra Telese Terme e Solopaca Scalo

La sede stradale è composta da una sola carreggiata per tutta l'estensione sino alle porte di Benevento: diviene a doppia carreggiata solo nei tratti assimilati nel 2004 e prima facenti parte rispettivamente della SS 88 e del RA 9.

### Tabella percorso
| Telesina |                                                                                |      |           |
| Tipo     | Indicazione                                                                    | km   | Provincia |
|          | Milano-Napoli Casello di Caianello                                             | 0,0  | CE        |
|          | Teano ex di Teano                                                              | 0,7  | CE        |
|          | Vairano Scalo Via Casilina                                                     | 1,9  | CE        |
|          | Pietravairano                                                                  | 6,6  | CE        |
|          | Baia e Latina                                                                  | 11,3 | CE        |
|          | Dragoni - Alife ex della Valle del Volturno                                    | 20,1 | CE        |
|          | Alvignano                                                                      | 24,7 | CE        |
|          | Gioia Sannitica                                                                | 26,7 | CE        |
|          | Faicchio                                                                       | 31.2 | BN        |
|          | Napoli - Sant'Agata de' Goti                                                   | 35,6 | BN        |
|          | San Salvatore Telesino                                                         | 36,8 | BN        |
|          | Castelvenere                                                                   | 38,7 | BN        |
|          | Cerreto Sannita                                                                | 40,7 | BN        |
|          | Telese Terme Terme Guardia Sanframondi Lago                                    | 42,1 | BN        |
|          | Solopaca                                                                       | 42,2 | BN        |
|          | Solopaca                                                                       | 45,6 | BN        |
|          | Paupisi                                                                        | 51,2 | BN        |
|          | Ponte - Torrecuso                                                              | 56,1 | BN        |
|          | Sannitica Campobasso - Isernia                                                 | 60,9 | BN        |
|          | Inizio strada extraurbana principale                                           | 60,9 |           |
|          | Benevento Ovest Stazione Tangenziale Ovest di Benevento                        | 65,8 | BN        |
|          | Pietrelcina della Val Fortore                                                  | 66,7 | BN        |
|          | Benevento Centro delle Puglie                                                  | 69,1 | BN        |
|          | Benevento Est San Nicola Manfredi Via Appia Rione Libertà Stadio Ciro Vigorito | 71,1 | BN        |
|          | di Benevento Napoli-Canosa                                                     | 71,1 | BN        |

## Progetti
Ormai questa arteria ha avuto un aumento del traffico negli anni '90 in modo esponenziale, tuttavia il tracciato è rimasto uguale alla posa della prima pietra (negli anni 60/70).
Proprio per questo l'ANAS insieme al Governo Berlusconi, ha inserito nel programma "Grandi Opere" (Delibera CIPE n. 121/2001 relativa al 1° Programma delle Infrastrutture Strategiche, emanata in attuazione della Legge 443/2001 (Legge Obiettivo) e risulta confermato dal documento "Infrastrutture Prioritarie" redatto dal Ministero delle Infrastrutture).
Il raddoppio di tutto il tracciato della 372 sarà accompagnato dal sistema "project finance", ovvero la superstrada diventerà un'autostrada a pedaggio ma di proprietà ANAS.
Il tracciato subirà qualche piccola variazione rispetto a quello esistente.
I lavori di raddoppio, dopo ben diciannove anni di stop e posticipazioni, sono stati approvati dal CIPE nel dicembre 2019, e sarebbero dovuti iniziare nel maggio 2020. Anas (società del Polo Infrastrutture del Gruppo FS Italiane) ha proceduto il 28 febbraio 2024 alla consegna – al Raggruppamento Temporaneo d’Imprese con mandataria De Sanctis Costruzioni SpA – della progettazione esecutiva relativa ai lavori di raddoppio della strada statale 372 “Telesina” ovvero all’intervento di adeguamento a quattro corsie – 1º lotto – tra il km 37,000 (svincolo di San Salvatore Telesino) ed il km 60,900 (svincolo di Benevento). I lavori previsti dovrebbero essere avviati nell'autunno 2024.